# Terje Larsen
Terje Larsen (Sandviken, 22 de agosto de 1958-Vestre Toten, 10 de mayo de 2018), conocido como «El Vagabundo» (en noruego: Vandreren), fue un ladrón en serie convicto noruego. Condenado por 664 robos, pero sospechoso de haber cometido varios miles, se le ha descrito como una leyenda de la historia criminal noruega. Desde principios de la década de 1980, Larsen vagó por todo el país, robando cientos de cabañas y albergues, a menudo pasando varias noches en el proceso, mientras eludía a la policía. Fue considerado uno de los criminales más notorios de Noruega.

## Primeros años de vida
Larsen nació el 22 de agosto de 1958 en una familia gitana en Sandviken, un barrio de Bergen, y tenía cuatro hermanos. Viejos conocidos describieron a la familia como muy aficionada a las actividades recreativas y que pasaba mucho tiempo al aire libre. Los niños aprendieron desde pequeños a sobrevivir en las montañas. Podían cazar, pescar y hacer cualquier cosa con sus manos, y aprendieron a hacer senderismo y a recorrer los bosques.
Además de las actividades al aire libre, Larsen sentía una gran pasión por el fútbol y en su momento se esperaba que se convirtiera en futbolista profesional. Jugó como extremo en el IL Sandviken. Después del colegio, se fue a Copenhague y se unió al club danés Fremad Amager, pero pronto lo abandonó y empezó a vivir en la calle.

## Trayectoria criminal
Tras regresar a Bergen desde Copenhague a finales de los años 1970, se encontró sin hogar ni trabajo. Pronto empezó a robar en varias cabañas, recibiendo su primera condena penal en 1979. Sin embargo, continuó robando, primero en los alrededores de Bergen, antes de mudarse a Voss y Hardanger. Aquí asaltaba la zona y recogía grandes depósitos de objetos robados. El 20 de julio de 1989, abandonó Bergen con su primo y amigo Svend Dahle y se mudó al este de Noruega. Un año después, el 3 de agosto de 1990, ambos estaban asaltando una cabaña en el municipio de Tolga, en Østerdalen, cuando, borrachos tras haber asaltado la licorería, empezaron a pelearse. Larsen salió de la cabaña y, al regresar, la encontró incendiada y a Dahle muerto en su interior. Larsen fue acusado y condenado por homicidio involuntario, pero posteriormente fue puesto en libertad condicional.
Tras recibir trece condenas a lo largo de la década de 1990 por más de 450 robos, fue arrestado de nuevo en octubre de 2000 y acusado de 221 nuevos cargos de robo, siendo posteriormente condenado a tres años de prisión. Un año después, a finales de abril de 2001, escapó de la prisión mientras estaba en libertad condicional temporal. Tras escabullirse al bosque, se embarcó de inmediato en una ola de robos masivos. Durante los cuatro meses siguientes, Larsen robó 60 cabañas en el municipio de Ringsaker, más de 50 cabañas en el municipio de Stor-Elvdal, 25 cabañas en los municipios de Alvdal y Folldal, así como más de 30 cabañas en los alrededores del municipio de Dovre. A mediados de agosto, la búsqueda de Larsen se había convertido en una gran cacería humana, en la que participaron la policía, cazadores, propietarios de cabañas y voluntarios locales, todos recorriendo los bosques y la naturaleza y realizando patrullas las 24 horas en zonas de senderismo populares, buscando cualquier rastro del notorio criminal.
El 19 de agosto, tras recibir docenas de informes de entradas forzadas, la policía noruega comenzó a trazar el itinerario de Larsen en el mapa. Los detectives de la policía interpretaron el terreno y calcularon el siguiente paso probable de Larsen. Luego organizaron que las unidades policiales se mantuvieran un paso por delante de él. El plan funcionó, y lograron rastrear a Larsen cuando una patrulla policial lo encontró caminando por la frontera montañosa entre el municipio de Lom y el municipio de Skjåk. Fue esposado y escoltado bajo fuerte vigilancia unos pocos kilómetros a través del terreno empinado y difícil hasta la carretera más cercana, antes de ser trasladado de vuelta a la prisión de Hønefoss. El 23 de agosto de 2005, Larsen fue puesto en libertad condicional de nuevo, pero una vez más desapareció en el bosque. Casi inmediatamente después, la policía se vio inundada de informes sobre allanamientos en albergues y casas de campo en toda la provincia de Buskerud. Tras recibir un chivatazo, Larsen fue detenido el 10 de octubre. Confesó haber robado 70 cabañas en los municipios de Sigdal, Modum, Øvre Eiker y Ringerike. Fue condenado a dos años y seis meses más en febrero del año siguiente.
Posteriormente, Larsen fue encarcelado en la prisión de Ringerike. En 2007, tras un altercado, fue brutalmente agredido por un compañero de prisión, lo que le provocó una hemorragia cerebral que requirió una cirugía para salvarle la vida.

## Pausa y regreso al crimen
Tras salir de prisión poco después de 2008, pasó un tiempo en un hospital psiquiátrico, recibiendo tratamiento para la ansiedad y la depresión. Larsen pasó muchos años alejado del ojo público, sin cometer delitos graves. Sin embargo, el 23 de julio de 2013, cuando la familia Kirkvoll entró en su refugio de montaña en Geilo, lo encontraron forzado y vandalizado. También encontraron a Larsen, gravemente ebrio, durmiendo en una de las habitaciones. Al confrontarlo, se presentó antes de salir corriendo y desaparecer en el bosque cercano. El 31 de julio, fue arrestado a las afueras de Geilo y posteriormente confesó siete robos más.

## Modus operandi
Aunque fue condenado 14 veces por 664 allanamientos distintos, se sospecha que cometió miles. Esto se debe a que su modus operandi se mantuvo inalterado a lo largo de los años. Tras entrar en una cabaña o albergue desocupado, Larsen solía pasar allí varias noches, bebiendo todo el alcohol que encontraba (Larsen era un alcohólico de larga data y un drogadicto en recuperación) y comiéndose toda la comida.
Los dueños también han descrito escenas de vómito y orina, mientras que dejar una «firma» de excrementos en el suelo de la sala se consideraba un rasgo distintivo de Larsen. También solía robar equipo de exterior, como sacos de dormir y ropa, que necesitaba para deambular por la naturaleza.